# ایکوئی یاماموتو
ایکوئی یاماموتو (انگلیسی: Ikuei Yamamoto؛ زادهٔ ۱۷ فوریهٔ ۱۹۴۵) کشتی‌گیر اهل ژاپن بود.